# Cratere Timozel
Timozel è un cratere sulla superficie di Giapeto.